# Methyl

Methyl

Methyl (methylová skupina) je hydrofobní alkylovou funkční skupinou. Methyl vzniká odtržením jednoho vodíkového atomu z methanu. Má souhrnný vzorec -CH3. Někdy se ve vzorcích označuje jako Me.
Methylová skupina se nalézá ve velkém množství organických sloučenin.
Proces zavedení methylové skupiny, methylace, je důležitý i v biochemii.

## Příklady sloučenin
- Ethyl(methyl)ether – CH3-O-CH2-CH3
- Methanol / methylalkohol – CH3-OH (MeOH)